# Francesco Simonazzi
Francesco Simonazzi (Reggio Emilia, 8 maart 2004) is een Italiaans autocoureur.

## Carrière

### Formule 4
In 2019 maakte Simonazzi zijn autosportdebuut in het formuleracing in het Italiaans Formule 4-kampioenschap bij het team Cram Motorsport. Hij kende een lastig seizoen, waarin hij enkel tot scoren wist te komen met een achtste plaats op het Autodromo Internazionale Enzo e Dino Ferrari. Met vier punten eindigde hij op plaats 22 in het klassement.
In 2020 bleef Simonazzi actief in de Italiaanse Formule 4 en reed hij in het eerste weekend voor het team DRZ Benelli. In de daaropvolgende twee weekenden reed hij voor Jenzer Motorsport en behaalde hij punten met een negende plaats op de Red Bull Ring. Hij maakte het seizoen af bij BVM Racing, waar hij zijn beste resultaat van het jaar behaalde met een zesde plaats op het Autodromo Vallelunga. Met 18 punten werd hij achttiende in de eindstand. Daarnaast reed hij voor Jenzer in het weekend op het Circuit Paul Ricard van het Spaans Formule 4-kampioenschap, waarin hij een podiumfinish behaalde.
In 2021 reed Simonazzi een derde seizoen in de Italiaanse Formule 4, waarin hij in vier van de zeven raceweekenden voor BVM reed. Zijn beste resultaat was een vierde plaats op de Red Bull Ring, waardoor hij met 28 punten veertiende werd. Tevens reed hij in een weekend van de Italiaanse Formule 2000, waarin hij zijn eerste twee zeges in het formuleracing behaalde.

### Euroformula Open
In 2021 eindigde Simonazzi het seizoen in de Euroformula Open, waar hij voor BVM in de laatste twee raceweekenden op het Autodromo Nazionale Monza en het Circuit de Barcelona-Catalunya reed. Een zesde plaats op Monza was zijn beste resultaat. Met 15 punten werd hij uiteindelijk achttiende in de eindstand.
In 2022 reed Simonazzi een volledig seizoen in de Euroformula Open voor BVM. Halverwege het jaar behaalde hij op de Hungaroring zijn eerste podiumfinish. In de tweede race op de Red Bull Ring eindigde hij nog een keer op het podium, voordat hij in de derde race zijn eerste zege in het kampioenschap behaalde. In het laatste weekend op Barcelona stond hij nog een keer op het podium. Met 197 punten werd hij zesde in het eindklassement.
In 2023 keerde Simonazzi terug in de Euroformula Open bij BVM. In het eerste weekend op het Autódromo Internacional do Algarve behaalde hij een zege. Hij won ook in de seizoensfinale in Barcelona. Tussendoor behaalde hij nog zes podiumplaatsen. Met 289 punten werd hij achter Noel León en Cian Shields derde in de eindstand.

### Formule 3
In 2023 debuteerde Simonazzi in het FIA Formule 3-kampioenschap voor het team Rodin Carlin, waar hij de laatste twee weekenden op het Circuit de Spa-Francorchamps en Monza reed als vervanger van Max Esterson. Een elfde plaats in de hoofdrace op Monza was hierin zijn beste resultaat.